# Lucio Emilio Mamercino
Lucio Emilio Mamercino (en latín Lucius Aemilius Mam. f. M. n. Mamercinus) hijo de Mamerco Emilio Mamercino, fue siete veces tribuno consular, primero en 391 a. C., por segunda vez en 389 a. C., una tercera vez en 387 a. C., una cuarta vez en 383 a. C., una quinta vez en 382 a. C., una sexta vez en 380 a. C., y una séptima vez en 377 a. C.